# Méménil
Méménil ([memenil], en vosgien de la montagne [mɛmɛni]) est une commune française située dans le département des Vosges en région Grand Est et membre de la communauté de communes Vologne-Durbion.

### Localisation

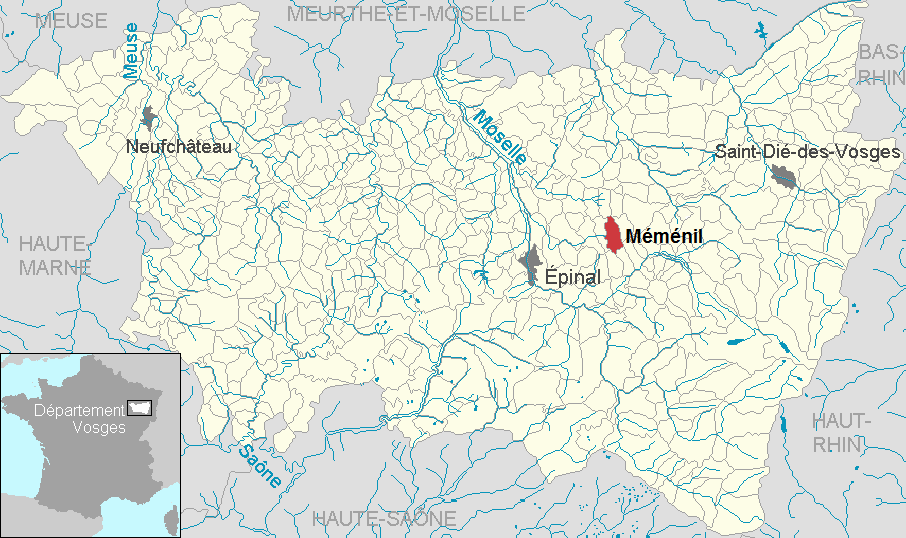
Localisation dans le département.

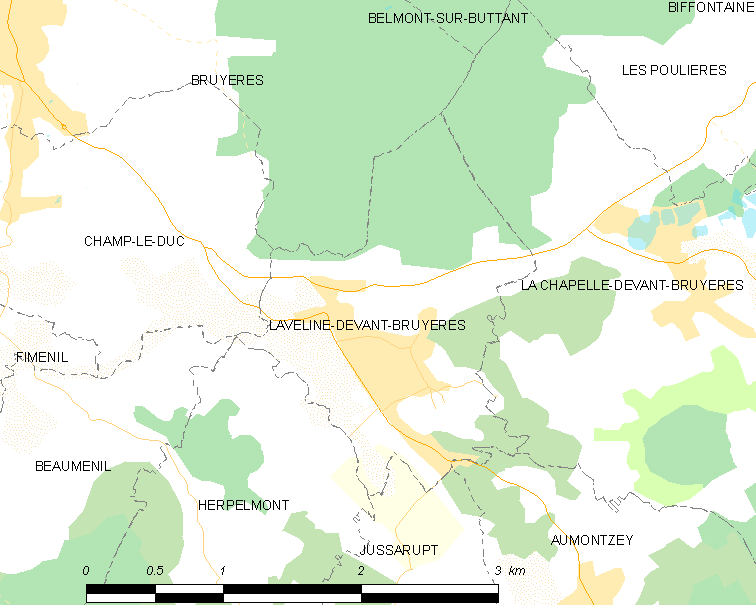
Situation géographique de Méménil.

## Géographie

### Géologie et relief
La commune se compose de 230,04 hectares de territoires agricoles (24,98 %) et 691,03 hectares de forêts et milieux semi-naturels (75,03 %).
Espaces naturels :
- Deux zones naturelles d'intérêt écologique, faunistique et floristique (Znieff) :

Vallon du chalet Boucher à Méménil,
Forêts d’Épinal et de Tannières.
La commune est traversée par de petits ruisseaux, le Rouot et la Grande Roye, dont les eaux rejoignent en aval le Durbion qui prend sa source sur la commune dans la forêt de Faîte (ban de Vaudicourt), et sort par deux fissures du rocher de l'Aurichapelle (alt. 470 m, 13 m de long, 2,5 m de haut).

Eaux et Forêts de Méménil, source du Durbion.

À 368 mètres d'altitude (point culminant à 539 mètres), elle sied au milieu de forêts qui couvrent toute la moitié méridionale sans compter les bois de la Maie, des Bouxaux et de la Haie le Prêtre.
Les terres cultivées sont réparties sur plusieurs lieudits : le Pré Lançon, les Tendeux, la Corre, la Haute Corre, le Haut des Champs, les Coucheux, Roselot, les Champs du Chapon.

### Hydrographie et les eaux souterraines
Hydrogéologie et climatologie : Système d’information pour la gestion des eaux souterraines du bassin Rhin-Meuse :
Territoire communal : Occupation du sol (Corinne Land Cover); Cours d'eau (BD Carthage),
Géologie : Carte géologique; Coupes géologiques et techniques,
 Hydrogéologie : Masses d'eau souterraine; BD Lisa; Cartes piézométriques.
La commune est située dans le bassin versant du Rhin au sein du bassin Rhin-Meuse. Elle est drainée par le Durbion, le ruisseau de la Grande Roye, le ruisseau des Bolottes, le ruisseau de Fontenay et le ruisseau de l'Etang du Rouot,.
Le Durbion, d'une longueur totale de 35,1 km, prend sa source dans la commune  et se jette  dans la Moselle à Châtel-sur-Moselle, après avoir traversé douze communes.

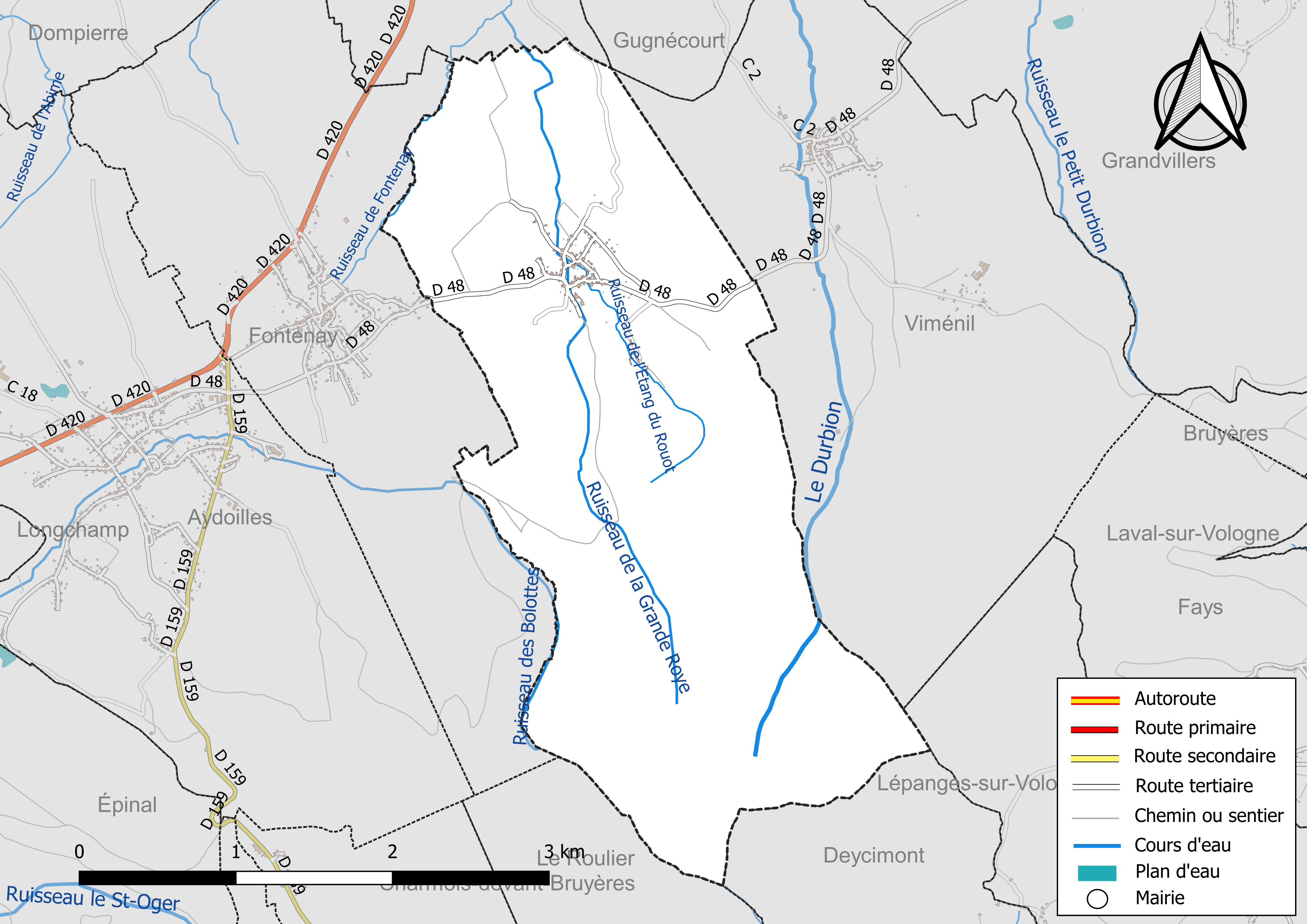
Réseaux hydrographique et routier de Méménil.

La qualité des eaux de baignade et des cours d’eau peut être consultée sur un site dédié géré par les agences de l’eau et l’Agence française pour la biodiversité.

### Climat
Pour des articles plus généraux, voir Climat du Grand Est et Climat des Vosges.
En 2010, le climat de la commune est de type climat de montagne, selon une étude du Centre national de la recherche scientifique s'appuyant sur une série de données couvrant la période 1971-2000. En 2020, Météo-France publie une typologie des climats de la France métropolitaine dans laquelle la commune est exposée à un climat semi-continental et est dans la région climatique  Vosges, caractérisée par une pluviométrie très élevée (1 500 à 2 000 mm/an) en toutes saisons et un hiver rude (moins de 1 °C). 
Pour la période 1971-2000, la température annuelle moyenne est de 9,4 °C, avec une amplitude thermique annuelle de 16,8 °C. Le cumul annuel moyen de précipitations est de 1 082 mm, avec 13 jours de précipitations en janvier et 10,7 jours en juillet. Pour la période 1991-2020, la température moyenne annuelle observée sur la station météorologique de Météo-France la plus proche, « Le Roulier_sapc », sur la commune du Roulier à 6 km à vol d'oiseau, est de 10,2 °C et le cumul annuel moyen de précipitations est de 1 000,2 mm. 
La température maximale relevée sur cette station est de 38,1 °C, atteinte le 25 juillet 2019 ; la température minimale est de −18,3 °C, atteinte le 20 décembre 2009,,. 
Les paramètres climatiques de la commune ont été estimés pour le milieu du siècle (2041-2070) selon différents scénarios d'émission de gaz à effet de serre à partir des nouvelles projections climatiques de référence DRIAS-2020. Ils sont consultables sur un site dédié publié par Météo-France en novembre 2022.

## Urbanisme

### Typologie
Au 1er janvier 2024, Méménil est catégorisée commune rurale à habitat dispersé, selon la nouvelle grille communale de densité à sept niveaux définie par l'Insee en 2022.
Elle est située hors unité urbaine. Par ailleurs la commune fait partie de l'aire d'attraction d'Épinal, dont elle est une commune de la couronne,. Cette aire, qui regroupe 118 communes, est catégorisée dans les aires de 50 000 à moins de 200 000 habitants,.

### Occupation des sols
L'occupation des sols de la commune, telle qu'elle ressort de la base de données européenne d’occupation biophysique des sols Corine Land Cover (CLC), est marquée par l'importance des forêts et milieux semi-naturels (75,1 % en 2018), une proportion identique à celle de 1990 (75,1 %). La répartition détaillée en 2018 est la suivante : 
forêts (75,1 %), terres arables (14,5 %), prairies (5,6 %), zones agricoles hétérogènes (4,8 %). L'évolution de l’occupation des sols de la commune et de ses infrastructures peut être observée sur les différentes représentations cartographiques du territoire : la carte de Cassini (XVIIIe siècle), la carte d'état-major (1820-1866) et les cartes ou photos aériennes de l'IGN pour la période actuelle (1950 à aujourd'hui).

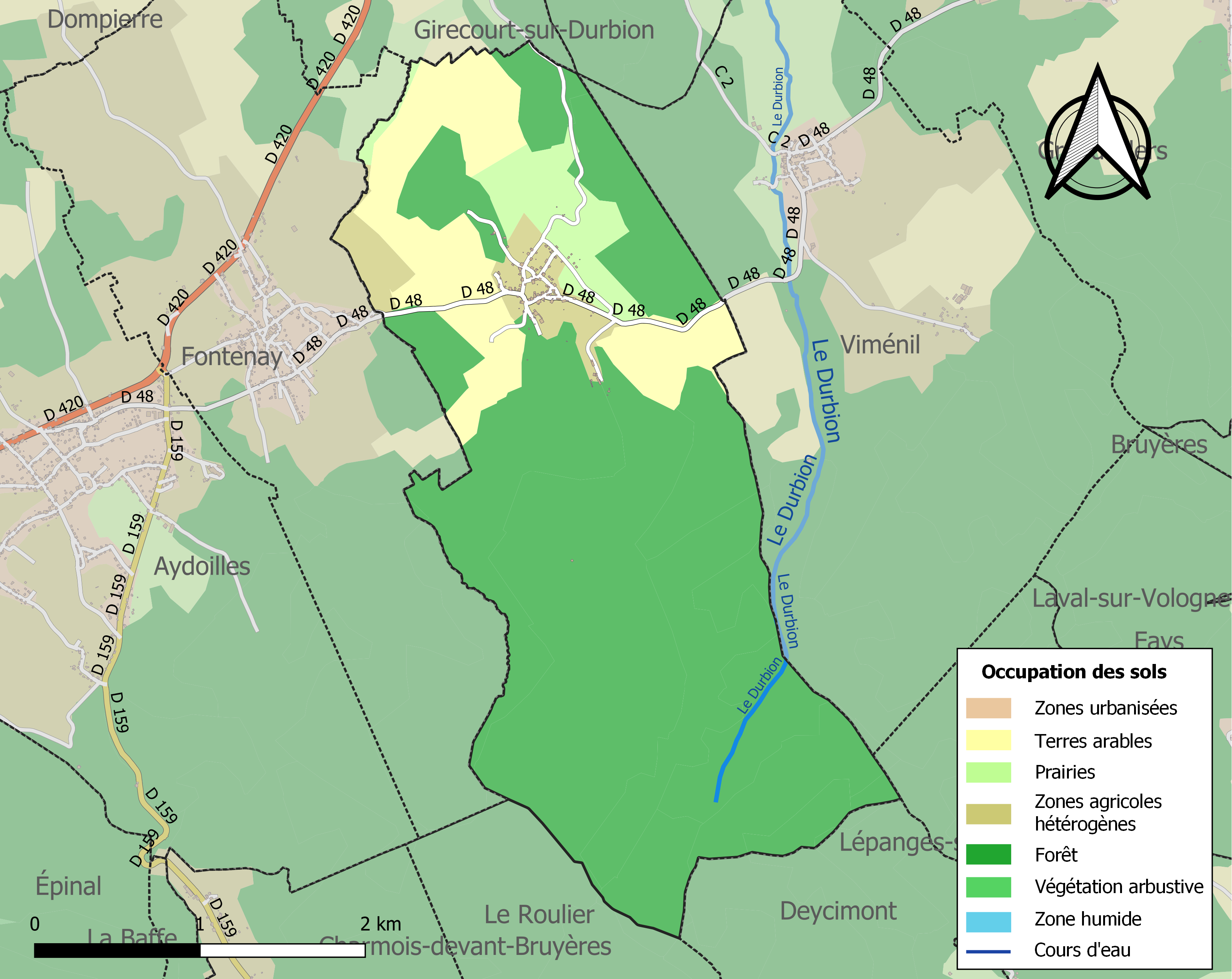
Carte des infrastructures et de l'occupation des sols de la commune en 2018 (CLC).

### Voies de communications et transports

#### Voies routières
La commune est à 2,6 km de Viménil, 3,2 de Aydoilles, 10,2 de Bruyères et 13,7 de Épinal.
- A31 (aussi appelée autoroute de Lorraine-Bourgogne). Échangeur Bulgnéville.
- A35 (aussi appelée autoroute des cigognes ou l'Alsacienne). Échangeur Colmar.

#### Transports en commun

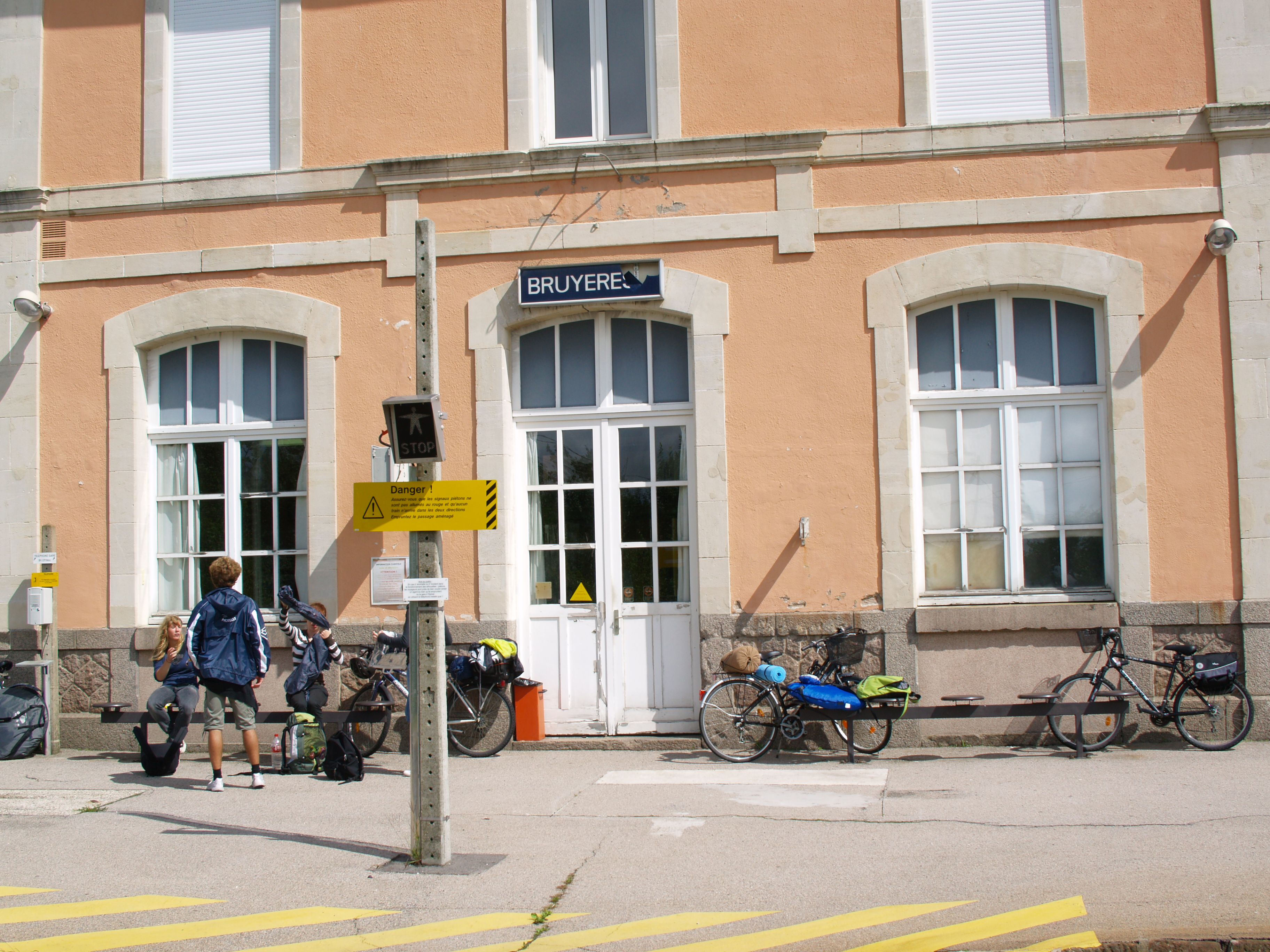
Gare de Bruyères.

- Fluo Grand Est.

#### Lignes SNCF

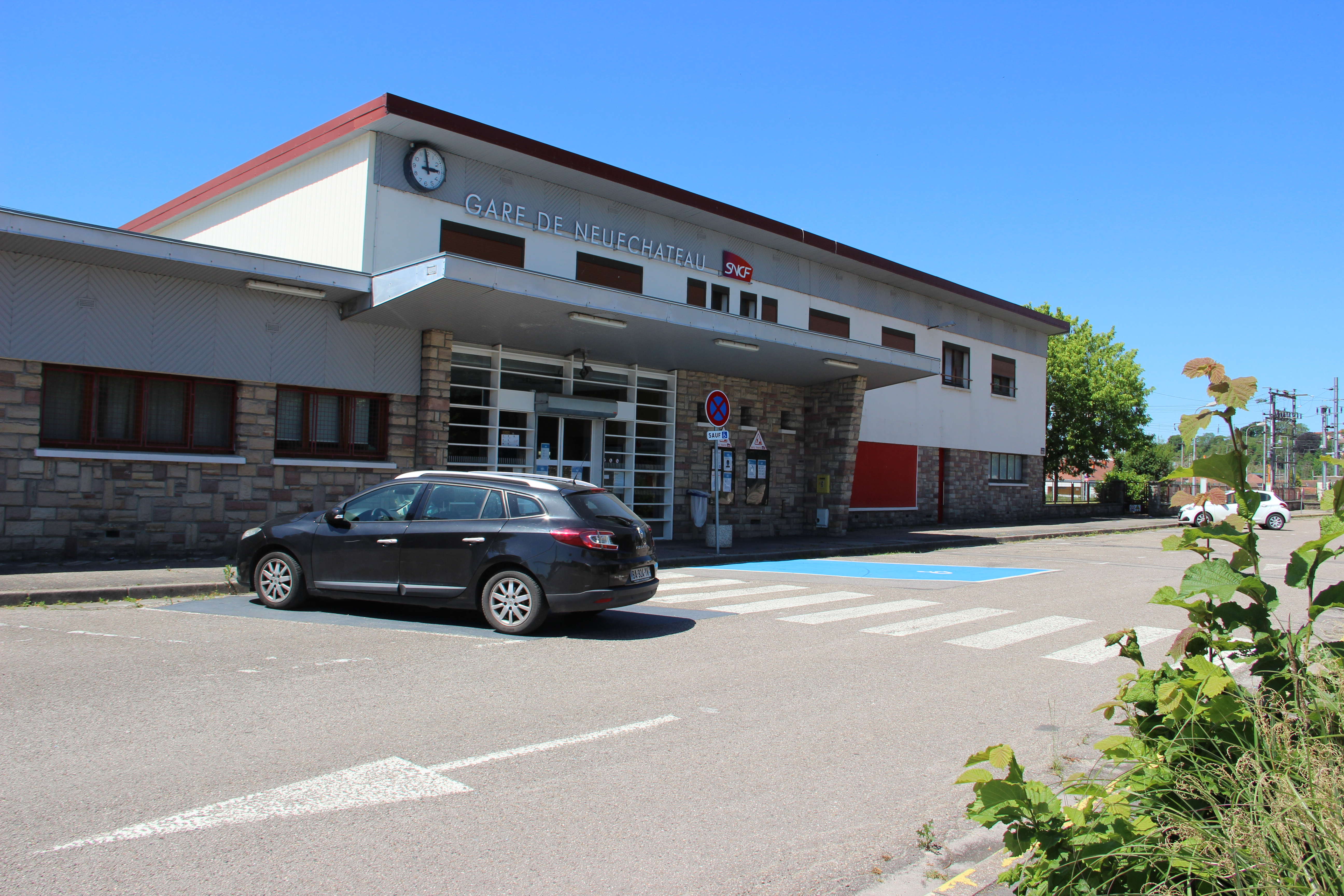
Gare de Neufchâteau.

- Gare de Neufchâteau
- Gare de Contrexéville
- Gare de Vittel
- Gare de Merrey

#### Transports aériens
- L'Aéroport d'Épinal-Mirecourt « Vosges Aéroport ».

À partir de l'été 2021, l’aéroport d’Épinal-Mirecourt est devenu le "pélicandrome" de la Zone Est et servira ainsi de base de ravitaillement et d’intervention pour les avions bombardiers d’eau connus sous le nom de Dash 8.
- Aéroport de Colmar - Houssen.

## Toponymie
Le nom de la localité est attesté sous les formes Memesnil (1594) ; Mesmesnil (1594) ; Memeny (1656) ; Mesménil (1711) ; Memasnile (1768).

Peut-être de l'oïl més « maison de campagne, ferme » et mesnil « ferme » ou une formation toponymique médiévale en -mesnil, appellatif précédé d'un anthroponyme, ou de mené « maison de famille du chef ». 
Le toponyme Memesnil est attesté en 1594. Méménil fait alors partie du ban de Dompierre au bailliage de Bruyères.

## Histoire
L'ancienne église, sous le vocable de l'Assomption, est une annexe de celle d'Aydoilles. L'église actuelle a été commencée en 1855 et achevée en 1856. La mairie a été construite en 1882. L'école mixte a été construite en 1844  et réparée en 1882.
En 1892, 60 familles du village détiennent 140 vaches ou bœufs.
Durant la Seconde Guerre mondiale, le 27 septembre 1944, 70 bâtiments sont sinistrés par des bombardements allemands. Les vitraux de l'église volent en éclats : sainte Agathe a 30 pièces cassées, sainte Anne, 35 pièces, saint Nicolas, 6 pièces et saint Guérin, 12 pièces. Louis Caput, élu maire juste après la guerre, initie la reconstruction du village avec l'appui de son gendre Maurice Lemaire, alors ministre de la Reconstruction.

## Politique et administration

### Découpage territorial
Lors de la création des départements, sous la Révolution, le canton de Méménil eut pour chef-lieu Gugnécourt jusqu'au 11 mai 1790 puis Girecourt-sur-Durbion.
Méménil fut une des communes fondatrices de la communauté de communes de l'Arentèle-Durbion-Padozel dont elle a été membre de 2003 à 2013.
Depuis le 1er janvier 2014 elle est intégrée à la communauté de communes Vologne-Durbion.
Par arrêté préfectoral du 15 septembre 2023, la commune est retirée le 1er janvier 2024 de l'arrondissement d'Épinal et rattachée à l'arrondissement de Saint-Dié-des-Vosges.

### Liste des maires
| Période                                  | Période   | Identité                          | Étiquette | Qualité                                           |
| ---------------------------------------- | --------- | --------------------------------- | --------- | ------------------------------------------------- |
| Les données manquantes sont à compléter. |           |                                   |           |                                                   |
| 1800                                     | 1803      | Jean Georges Jacquel (1761, 1836) |           |                                                   |
| 1911                                     | 1912      | Charles Jacquel                   |           |                                                   |
| 1912                                     | 1914      | Louis Divoux                      |           |                                                   |
| 1919                                     | 1929      | Louis Divoux (1872-1959)          |           |                                                   |
| 1929                                     | 1940      | Charles Poirot                    |           |                                                   |
| 1945                                     | 1947      | Louis Caput                       |           | Propriétaire de la scierie de la Basse de l'Étang |
| 1947                                     | 1949      | André Gérard                      |           |                                                   |
| 1949                                     | 1983      | Adrien Mougel                     |           |                                                   |
| 1983                                     | 1989      | Monique Husson                    |           |                                                   |
| 1989                                     | 1995      | André Jacquel                     |           |                                                   |
| 1995                                     | 2001      | Monique Husson                    |           |                                                   |
| mars 2001                                | mars 2008 | Gérard Thiébaut                   |           |                                                   |
| mars 2008                                | mars 2020 | Éric Bichotte                     |           |                                                   |
| mars 2020                                | En cours  | Jean-Charles Collot               |           | Agriculteur exploitant,                           |

### Budget et fiscalité 2023

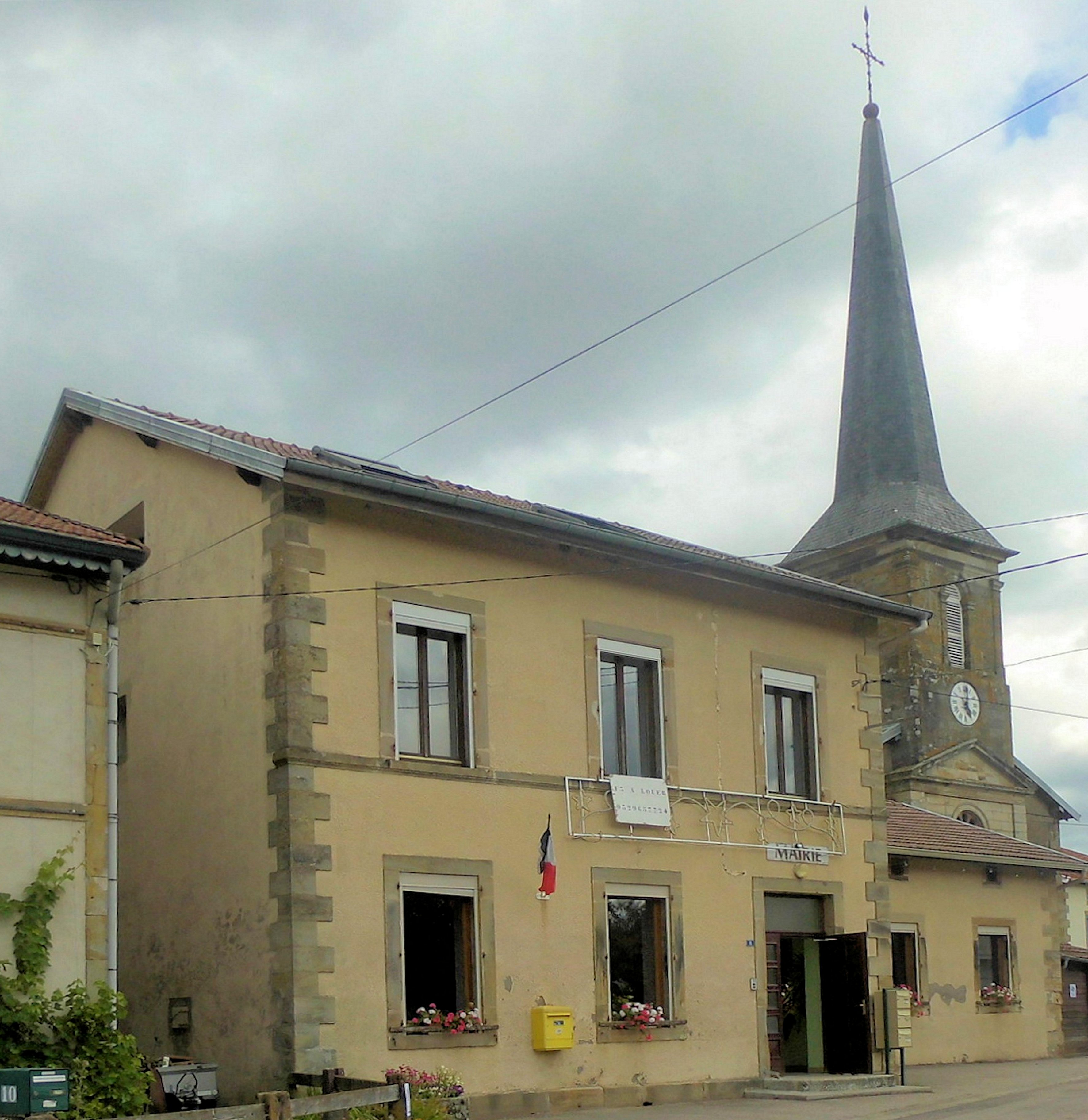
La mairie

En 2023, le budget de la commune était constitué ainsi :
- total des produits de fonctionnement : 109 000 €, soit 655 € par habitant ;
- total des charges de fonctionnement : 152 000 €, soit 915 € par habitant ;
- total des ressources d'investissement : 23 000 €, soit 141 € par habitant ;
- total des emplois d'investissement : 74 000 €, soit 448 € par habitant ;
- endettement : 132 000 €, soit 793 € par habitant.

Avec les taux de fiscalité suivants :
- taxe d'habitation : 16,34 % ;
- taxe foncière sur les propriétés bâties : 35,78 % ;
- taxe foncière sur les propriétés non bâties : 23,95 % ;
- taxe additionnelle à la taxe foncière sur les propriétés non bâties : 0,00 % ;
- cotisation foncière des entreprises : 0,00 %.

Chiffres clés Revenus et pauvreté des ménages en 2021 : médiane en 2021 du revenu disponible, par unité de consommation : 23 490 €.

## Population et société

### Démographie

#### Évolution démographique
L'évolution du nombre d'habitants est connue à travers les recensements de la population effectués dans la commune depuis 1793. Pour les communes de moins de 10 000 habitants, une enquête de recensement portant sur toute la population est réalisée tous les cinq ans, les populations de référence des années intermédiaires étant quant à elles estimées par interpolation ou extrapolation. Pour la commune, le premier recensement exhaustif entrant dans le cadre du nouveau dispositif a été réalisé en 2007.

En 2022, la commune comptait 175 habitants, en évolution de +16,67 % par rapport à 2016 (Vosges : −2,96 %, France hors Mayotte : +2,11 %).
| 1793 | 1800 | 1806 | 1821 | 1831 | 1836 | 1841 | 1846 | 1856 |
| ---- | ---- | ---- | ---- | ---- | ---- | ---- | ---- | ---- |
| 213  | 252  | 232  | 246  | 280  | 292  | 305  | 323  | 313  |

| 1861 | 1866 | 1876 | 1881 | 1886 | 1891 | 1896 | 1901 | 1906 |
| ---- | ---- | ---- | ---- | ---- | ---- | ---- | ---- | ---- |
| 326  | 310  | 286  | 254  | 265  | 234  | 206  | 190  | 218  |

| 1911 | 1921 | 1926 | 1931 | 1936 | 1946 | 1954 | 1962 | 1968 |
| ---- | ---- | ---- | ---- | ---- | ---- | ---- | ---- | ---- |
| 212  | 170  | 163  | 147  | 147  | 148  | 140  | 136  | 121  |

| 1975 | 1982 | 1990 | 1999 | 2006 | 2007 | 2012 | 2017 | 2022 |
| ---- | ---- | ---- | ---- | ---- | ---- | ---- | ---- | ---- |
| 105  | 92   | 95   | 122  | 149  | 153  | 154  | 151  | 175  |

### Enseignement
Établissements d'enseignements :
- Écoles maternelles et primaires à Viméni, Fontenay, Aydoilles, Girecourt-sur-Durbion, Le Roulier, Gugnécourt.
- Collèges à Bruyères, Épinal.
- Lycées à La Baffe, Bruyères, Épinal.

### Santé
Professionnels et établissements de santé :
- Médecins à Grandvillers, Sercoeur, Docelles, Bruyères, Deyvillers, Brouvelieures.
- Pharmacies à Docelles, Bruyères, Deyvillers, Dogneville, Arches, Épinal.
- Hôpitaux à Bruyères, Épinal, Golbey, Rambervillers, Thaon-les-Vosges.

### Cultes
- Culte catholique, Paroisse Sainte-Thérèse-du-Durbion[37], Diocèse de Saint-Dié.

## Économie

### Entreprises et commerces

#### Agriculture
- Élevage de vaches laitières.
- Exploitation forestière.
- Élevage d'autres animaux.

#### Tourisme
- Hébergements et restauration à Grandvillers, Docelles, Tendon, Épinal, Pouxeux.

#### Commerces
- Commerces et services de proximité[38].
- Scierie de la Basse de l'Étang.
- Artisanat.

## Culture locale et patrimoine

### Lieux et monuments

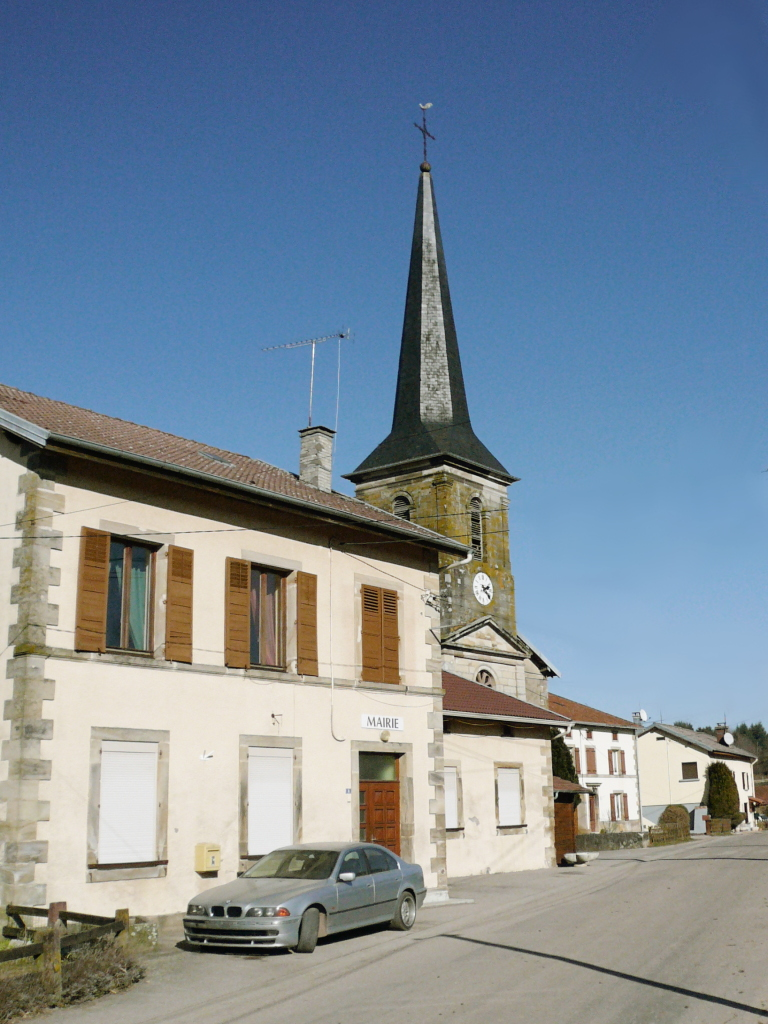
Le centre du village.
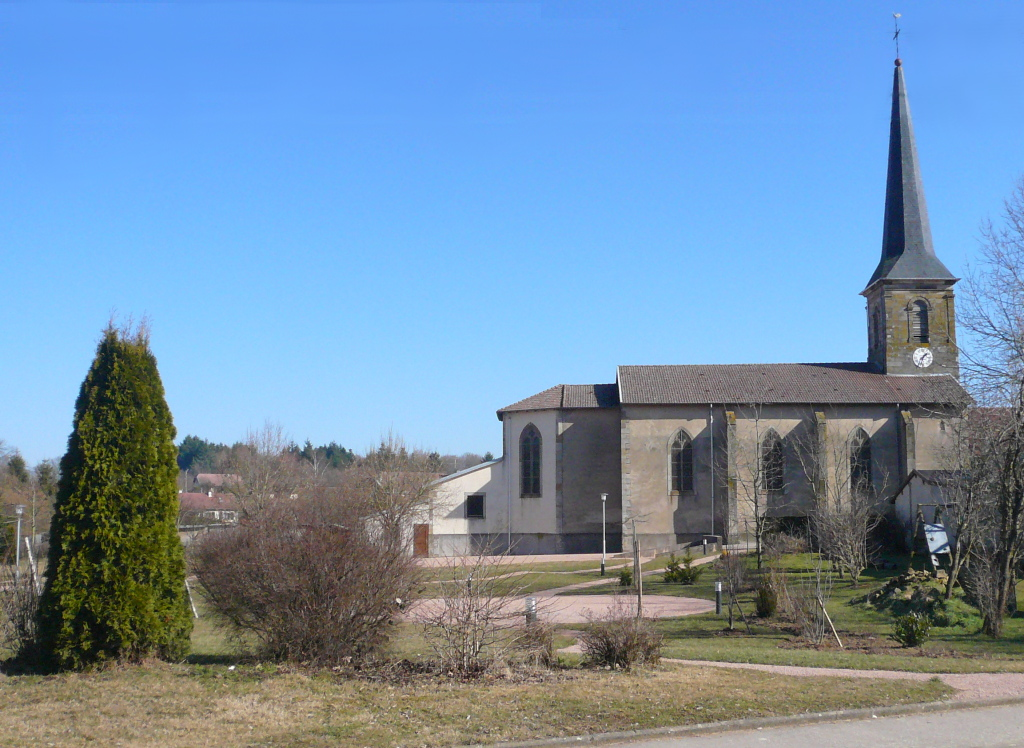
Place de l'Église réaménagée en 2007.
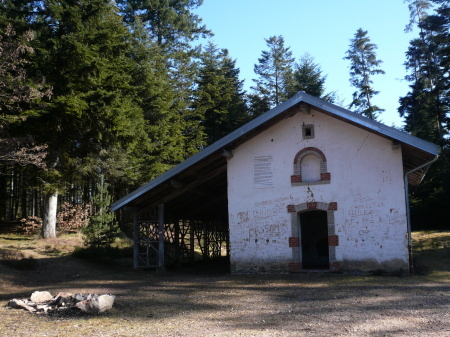
Chalet du Bois Boucher.

- Église de l'Assomption-de-Notre-Dame[39].

Maître-autel est de style néogothique.
Trois tableaux représentants l’Adoration des Rois mages, l’Assomption de la Vierge, et la Résurrection.
statue de Saint Antoine de Padoue, de Sainte-Jeanne-d'Arc, de Sainte Thérèse de l’Enfant-Jésus, de Bernadette Soubirous, et de Mater dolorosa.
Vitraux d’Emmanuel-Marie-Joseph Champigneulle, de 1897.
et ses trois cloches, Agathe (83 cm, 321 kg), Anne (93 cm, 440 kg) et Marie (105 cm, 647 kg).
- Le chalet du Bois Boucher[40].
- Source du Durbion[41].
- Stèle Cécile Lambert[42].
- Croix :

Croix Bourcier,
Croix de Cimetière,
Croix de mission,
Croix route de Girecourt.
- Monument aux morts[47].

### Animations
- Marché de Noël fin novembre.
- Animations par l'Association A.A.G.E, regroupant 4 villages[48].

### Personnalités liées à la commune
- Louis Isidore Divoux (né le 2 novembre 1872 à Méménil - décédé le 23 janvier 1959 à Greux) était un marchand de bois installé à Épinal.

Fils de Jean-Baptiste Divoux et Marie-Catherine Moisson, il sera conseiller général du canton de Bruyères dès 1919.
- Joseph Oscar Henry, Maréchal-des-logis-chef. Chevalier de la Légion d'honneur[49]
- Médaillés de Sainte-Hélène : Jean-Jacques Jacquemin, François Maurice[50].

### Héraldique, logotype et devise
| Blason | Blasonnement : De sinople au chevron ondé d'argent accompagné en chef de deux lettres gothiques M d'or et en pointe d'un sapin arraché d'argent soutenu d'une scie de bûcheron d'or. Commentaires : Cette création est de François Meyer (2020), un héraldiste passionné. Le chevron évoque un toit, une habitation, allusion au patronyme Ménil. Il représente aussi les deux cours d'eau "la Grande Roye" et "le Rouot". Le sapin et la scie symbolise la forêt et la scierie de la Basse de l'Étang.Les deux M sont ceux des deux syllabes du nom de la commune et évoquent Sainte Marie, dans son assomption, patronne de la paroisse. |

## Pour approfondir